# Ramal da Siderurgia Nacional

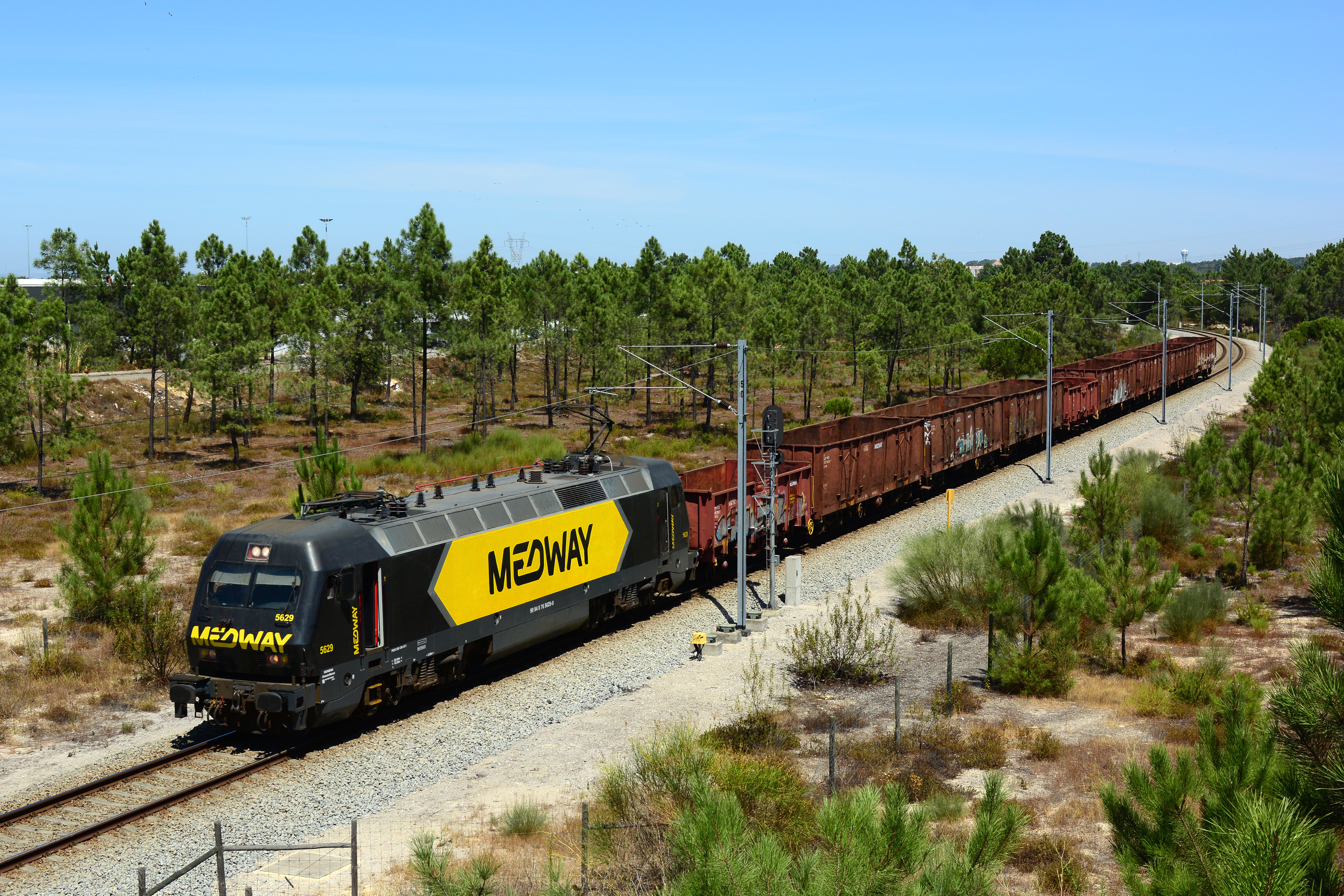
Composição de transporte de sucatas circulando em vazio no Ramal da Siderurgia Nacional em 2016.

O Ramal da Siderurgia Nacional é uma via ferroviária em bitola ibérica que liga a Estação Ferroviária de Coina à Siderurgia Nacional, no município do Seixal, na Grande Lisboa, em Portugal, concluída a construção em Março de 2008, para transporte de mercadorias.

## Caracterização e serviços
O Ramal da Siderurgia Nacional apenas opera ao transporte de mercadorias entre o Parque Industrial do Seixal e a restante rede ferroviária nacional. Possui uma extensão de 3788 m, derivando da Linha V da Estação de Coina com 795 m. No extremo sul deste ramal, a via entronca com a Linha do Sul, dando acesso à Rede Ferroviária Nacional. O troço encontra-se electrificado, sinalizado e com sistemas de Controlo Automático de Velocidade em todo o seu percurso.
As obras de engenharia são apenas duas: uma passagem superior e outra inferior, sendo que a inferior intercepta a EN10.

## Orçamentação e construção
Esta obra teve um custo total de 15 milhões de euros, e foi projectada pela empresa Ferbritas. A construção civil foi feita pelo consórcio Somague / Neopul por 5 075 000,00 €, a fiscalização pela Atkins, e os sistemas de sinalização/telecomunicações, CONVEL e Rádio Solo-Comboio pelas empresas Thales, Bombardier e NEC, no valor de 2 046 000,00 €.